# ボー・フリン
ボー・フリン（Beau Flynn、1970年3月23日 - ）は、アメリカ合衆国の映画プロデューサー。マイアミ出身。

## 人物
映画製作プロダクションのフリン・ピクチャーズを設立、幅広いジャンルの映画のプロデュースを手がけている。近年はドウェイン・ジョンソン主演映画のプロデュースが多い。また、ハリウッドで映画化されることが決まった『ハローキティ』のプロデューサーを務める予定。
2001年に女優のマーリー・シェルトンと結婚、2人の娘がいる。

## 主なプロデュース作品
- ジョンズ Johns (1996)
- ストーム The House of Yes (1997)
- リトル・シティ 恋人たちの選択 Little City (1997)
- アラーミスト Life During Wartime (1997) ※
- 裏切りのKiSS Judas Kiss (1998)
- 写真家の女たち Guinevere (1999) ※
- エクスタシーをさがして Coming Soon (1999)
- ラブレター/誰かが私に恋してる? The Love Letter (1999) ※
- レクイエム・フォー・ドリーム Requiem for a Dream (2000) ※
- タイガーランド Tigerland (2000)
- バブル・ボーイ Bubble Boy (2001)
- 記憶のはばたき Till Human Voices Wake Us (2002) ※
- 11:14 11:14 (2003)
- ダイヤモンド・イン・パラダイス After the Sunset (2004)
- エミリー・ローズ The Exorcism of Emily Rose (2005)
- ライアンを探せ! The Wild (2006)
- 守護神 The Guardian (2006)
- ナンバー23 The Number 23 (2007)
- セックス・クラブ Choke (2008)
- センター・オブ・ジ・アース Journey to the Center of the Earth (2008)
- ザ・ライト -エクソシストの真実- The Rite (2011)
- 運命の元カレ What's Your Number? (2011)
- センター・オブ・ジ・アース2 神秘の島 Journey 2: The Mysterious Island (2012)
- レッド・ドーン Red Dawn (2012)
- ヘンゼル & グレーテル Hansel and Gretel: Witch Hunters (2013)
- バトル・オブ・ザ・イヤー ダンス世界決戦 Battle of the Year (2013)
- 宿敵 因縁のハットフィールド&マッコイ Hatfields & McCoys (2013) テレビミニシリーズ ※
- ヘラクレス Hercules (2014)
- きみといた2日間 Two Night Stand (2014)
- カリフォルニア・ダウン San Andreas (2015)
- ブレイン・ゲーム Solace (2015)
- ベイウォッチ Baywatch (2017)
- ランペイジ 巨獣大乱闘 Rampage (2018)
- スカイスクレイパー Skyscraper (2018)
- マーダー・ミステリー Murder Mystery (2019) ※
- ジャングル・クルーズ Jungle Cruise (2021)
- レッド・ノーティス Red Notice (2021)
- ブラックアダム (原題) Black Adam (2022)

※は製作総指揮。